# Papa Celestino II
Celestino II, nato Guido Guelfuccio de Castello (Città di Castello, 1080-1090 – Roma, 8 marzo 1144), è stato il 165º papa della Chiesa cattolica dal 26 settembre 1143 alla sua morte.

## Biografia

### Formazione e carriera ecclesiastica
Guido, figlio di Niccolò de Castello, nacque a Castrum Felicitatis (attuale Città di Castello, in Umbria) dalla nobile famiglia ternana dei Castelli.
Ebbe fama di grande uomo di lettere e buon sacerdote, oltre che di pacificatore tra le due correnti della Chiesa che all'epoca si confrontavano: quella più tradizionalista e quella più innovatrice, rappresentata quest'ultima da Pietro Abelardo e Arnaldo da Brescia. Durante il pontificato di Callisto II fu suddiacono apostolico e scriptor.
Fu nominato cardinale diacono nel 1127 del titolo di santa Maria in Via Lata da papa Onorio II. Nel 1130 partecipò al conclave che elesse papa Innocenzo II.
Nel 1140 Papa Innocenzo inviò Guido come legato pontificio in Francia. In questo periodo conobbe Bernardo di Chiaravalle, con cui intrattenne un rapporto epistolare. Nel 1143 Guido fu legato pontificio in Boemia e Moravia: qui accolse Arnaldo da Brescia che era partito da Zurigo, dove si era recato dopo l'espulsione dalla Francia. In Boemia e Moravia diede protezione ad Arnaldo e conobbe il famoso abate bavarese Gerhoch di Reichersberg, noto per la sua integrità morale e amico dello stesso Arnaldo.

### Pontificato
Il 26 settembre 1143, due giorni dopo la morte di Innocenzo II, fu eletto papa col nome pontificale di Celestino, in omaggio a san Celestino papa (422-432). Roma era nel pieno di una rivolta che avrebbe portato a una sorta di repubblica romana. Tale rivolta, ispiratasi anche alle autonomie comunali conquistate dalle città del nord Italia, aveva esautorato il pontefice dai poteri temporali, conferendoli al Senato Romano; essa esprimeva soprattutto il malcontento della borghesia e della piccola nobiltà, contrapposta alla ricca nobiltà romana. Guido de Castello fu consacrato il 3 ottobre, alla sola presenza dell'alta nobiltà dell'Urbe, in una funzione divenuta esclusivamente a carattere religioso. Il suo breve pontificato, di circa cinque mesi, passò in secondo piano rispetto agli eventi politici che avvennero intorno a lui.
L'atto più importante nel suo pontificato fu la rimozione dell'interdetto su tutta la Francia che il suo predecessore aveva lanciato perché Luigi VII di Francia si era opposto al suo candidato all'elezione per l'arcivescovato di Bourges; la rimozione dell'interdizione, durata tre anni, fu facilitata dal pentimento dello stesso Luigi VII, consigliato in tal senso da Bernardo di Chiaravalle.
Celestino II, alla vigilia di un vero e proprio conflitto con Ruggero II di Sicilia per questioni territoriali, morì l'8 marzo 1144 nel monastero di S. Gregorio al Palatino sotto la protezione della famiglia Frangipane rimasta fedele al papa. In questo monastero vicino al colle Palatino dove avevano la loro sede principale i Frangipane, risiedettero Celestino e alcuni dei suoi successori durante gli anni della rivolta comunale, tenendosi più riparati da un'eventuale aggressione dei rivoltosi. Venne sepolto in Laterano.
Alla famiglia Frangipane aveva concesso poco prima, in feudo, la città costiera di Terracina.
I suoi concittadini di Città di Castello ricordano il dono che Celestino II inviò loro e che consiste in un "paliotto" o pala d'altare in argento, oggi conservato nel Museo del Capitolo del Duomo di Città di Castello, mentre non si ha più traccia della sua preziosa biblioteca personale, donata al capitolo dei canonici della Cattedrale di Città di Castello tramite testamento.
Va ricordato, infine, che con questo papa ha inizio la celebre Profezia di Malachia, l'arcivescovo irlandese di Armagh, morto nel 1148.

#### Concistori per la creazione di nuovi cardinali
Papa Celestino II durante il suo pontificato ha creato 14 cardinali nel corso di 3 distinti concistori.

## Genealogia episcopale
La genealogia episcopale è:
- Cardinale Vitale Giovanni, O.S.B. Cam.
- Papa Innocenzo II
- Cardinale Alberico di Beauvais, O.S.B. (1138)
- Papa Celestino II